# Carl Abraham Gerhard

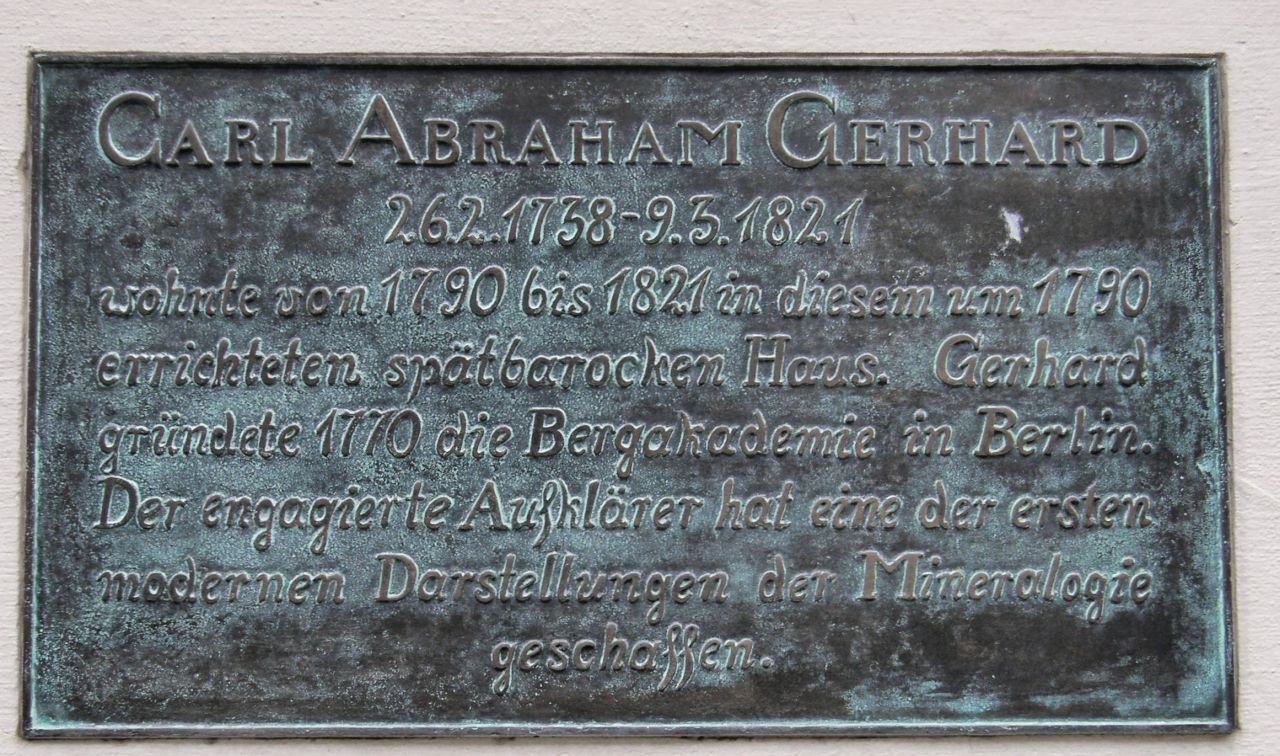
Tablica ku czci Carla Abrahama Gerharda na ulicy Neue Grünstraße 27 w Berlinie-Mitte.

Carl Abraham Gerhard (ur. 26 lutego 1738 w Gorzycy, zm. 9 marca 1821 w Berlinie ) – niemiecki mineralog i geolog. 
Doktoryzował się publikacją o granatach sudeckich i czeskich. Na przełomie XVIII/XIX w. uważany był za jednego z czołowych badaczy w zakresie nauk o Ziemi. Założył berlińską Akademię Górniczą.

## Publikacje Gerharda
- Kurze Anweisung zur Heilung der vornehmsten innern Krankheiten: zum Gebrauch seiner Vorlesungen entworfen. Berlin: Rüdiger, 1765.
- Beiträge zur Chemie und Geschichte der Mineralogie, 2 Bände, Berlin 1773, 1776
- Versuch einer Geschichte des Mineralreichs, 2 Bände, Berlin 1781, 1782
- Abhandlung über die Umwandlung und über den Uebergang einer Erd- und Stein-Art in die andere. Berlin, 1788.
- Grundriß eines neuen Mineralsystems, Berlin 1797